# 岩崎諒太
岩崎 諒太（いわさき りょうた、1986年7月1日 - ）は、日本の男性声優。大阪府出身。アトミックモンキー所属。劇団ヘロヘロQカムパニー所属。

## 来歴
三人兄弟の長男として生まれた。次男からは「おにぃ」、三男からは「諒太くん」と呼ばれている。出産時、逆子かつ首にへその緒が巻き付いた状態であったが、 経腟分娩での誕生だった。関智一曰く、“ゲゲゲのゲといっしょ”。
小さい頃からアニメが好きであり、観ていたという。
小学5年生くらいの時に、『林原めぐみのHeartful Station』を聞いたことをきっかけに、声優業に興味を持つ。
2005年に農業高校を卒業後、2007年に代々木アニメーション学院大阪校を卒業し上京。両親からは「やりたいことをやっていいよ」「自分の好きなことをしてもいいけど、お金は自分で出しなさい」と同アニメーション学院に通うことを応援してもらい、岩崎は学費を貯めていた。日本ナレーション演技研究所に通うも、1年で退所する。退所後はテレフォンアポインターのアルバイトをして生活していた。
その後、アトミックモンキー声優・演技研究所へ通い、第5期生として卒業する。養成所時代は、長沢美樹から指導を受け、方言の壁に悩まされたという。
2011年、長沢美樹からの誘いを受け、憧れの声優である関智一が主催する『劇団ヘロヘロQカムパニー』に入団。しかし借金を抱えていたことから、一時期休団するも、関から声がかかり、舞台『無限の住人』で舞台に復帰する。
2019年から『ヒプノシスマイク -Division Rap Battle-』にて白膠木簓役を務めており、自身初のラップに挑戦している。
2020年、『ヘロヘロ大パニック　バレルナキケン〜withコロナ〜』では初主演を果たす。
同年9月より、同じくアトミックモンキー所属の三浦勝之、高橋信 、田中文哉ら「アトモン」第7期メンバーとともに4人を「Atomic7」を結成し、ツイキャスにて配信を開始。
2021年、日替わり配信ドラマ『アッパレ！下町大家族』では、テーマソング 「NIJI 〜Over the rainbow〜」を歌唱し各種配信サイトにて配信された。

## 人物
愛称はりょーちゃん（Rock Hunting Deliveryより）、りょうちぇる（木島隆一のこのブタ野郎より）。劇団ではゴリラ、ごりちゃんなどと呼ばれている。
地声の大きさに定評があり、バラエティー番組『ヒプノシスマイク〜Division Variety Battle〜』における声のデシベル測定では199dBという記録を叩き出した。ラジオなどでは主に関西弁で話す。
趣味・特技はカラオケ、ものまね。『お願い!ランキング』の「声優×ものまね」企画ではMr.シャチホコの指導のもとで、3日間で10個のものまねを新たに習得した。イラストを得意とし、岩崎自身が所属する劇団のグッズ「ヘロQ缶バッジ」の原画を担当している。
好きな食べ物は鶏肉、サーモン、ポップコーン、チョコミント。嫌いな食べ物は牡蠣、納豆など、本人曰く「ネバネバする食べ物は苦手」。焼肉は塩派。好きな飲み物はコーラであり、好きな色は黒、好きな季節は夏である。好きなミュージシャンにはSOUL'd OUTや西川貴教、好きな芸人には松本人志やなかやまきんに君の名前を挙げている。
家電製品やガジェットにも詳しく、中でもApple製品を好む。
勝負運が強く、幾多の配信番組などでもジャンケンをするとほぼ負けることが無い。
幼少期からガンダムと特撮の大ファンであり、いつかガンダムになることが夢だと公言している。好きなアニメとして『セイバーマリオネット』、好きな漫画には『グラップラー刃牙』『ジョジョの奇妙な冒険』『地獄先生ぬ〜べ〜』などを挙げている。
中学一年のころ、バスケットボール部に入部するも1年で腰を痛める。診察時、医者に「背骨の一番下の骨がない」と告げられた後、その年の冬に退部している。
M-1グランプリ2023の準優勝コンビのヤーレンズの楢原 真樹は中学時代の同級生であり岩崎が勧めたことで『林原めぐみのHeartful Station』を聴くようになった。
動物好きであり、幼少期の夢はペットショップの店員であった。特に猫とペンギン、フクロウなどの鳥類が好き。
初の冠番組である『岩崎諒太が体を張って何かをする番組』では、バンジージャンプに挑戦し、連続で8回飛んだ。また、同番組の公式Twitterにて、スリッパを履いたまま二重跳びをする動画を投稿している。

## 出演
太字はメインキャラクター。

### テレビアニメ
2012年
- 新世界より（バケネズミ）
- ソードアート・オンライン（シルフ部隊、ドラグーン部隊、応援部隊）

2017年
- 僕のヒーローアカデミア（2017年 - 2024年、生徒、ブローカー、インスマスの部下、医師、夜嵐イナサ 他） - 4シリーズ
- ポケットモンスター サン&ムーン（2017年 - 2019年、ミスターエレク、ハンペン、モーンのゾロアーク 他）
- プリンセス・プリンシパル（武士）
- 将国のアルタイル（親兵C）
- ピングー in ザ・シティ（2017年 - 2019年、ピングー） - 2シリーズ

2018年
- 新幹線変形ロボ シンカリオン（2018年 - 2021年、レイルローダー、オペレーター、作業員、浜松スルガ、侍 他） - 2シリーズ
- クラシカロイド（店員B）
- 牙狼〈GARO〉-VANISHING LINE-（男性C）
- ラーメン大好き小泉さん（店員B）
- 銀河英雄伝説 Die Neue These 邂逅（オペレーター、騎士団、隊員、同盟軍通信士、帝国軍通信士 他）
- クレヨンしんちゃん（2018年 - 2022年、係員、ラッパーA）
- 若おかみは小学生!（観客、TVレポーター、マスコミの皆さん）
- カードキャプターさくら クリアカード編（運転手）
- レイトン ミステリー探偵社 〜カトリーのナゾトキファイル〜（サミー）
- 進撃の巨人（2018年 - 2019年、兵士、住民、調査兵、新兵、同士C） - 2シリーズ
- カードファイト!! ヴァンガード（対戦相手B）
- はねバド!（細井駿）
- からくりサーカス（2018年 - 2019年、仲町紀之、サーカスの男、ピーター、キャンディー・スタンプ、長足クラウン号 他）

2019年
- モブサイコ100 II（大月）
- 文豪ストレイドッグス（2019年 - 2023年、羊の少年、軍警B、警官C） - 3シリーズ
- RobiHachi（宇宙人）
- スタミュ（生徒）
- ダンベル何キロ持てる?（ジムの会員）
- ポチっと発明 ピカちんキット（バッグマンD）
- かいじゅうステップ ワンダバダ（2019年 - 2021年、クレロンちゃん） - 2シリーズ
- ちはやふる3（2019年 - 2020年、菅野先生、観客、運営、西日本予選係員、係員 他）
- Fate/Grand Order -絶対魔獣戦線バビロニア-（ガルラ霊）
- ドラえもん（テレビ朝日版第2期）（2019年 - 2024年、銃士A、メジャーレッド、遭難者、郵便局員、実況アナ）
- ポケットモンスター（2019年 - 2022年、サイトウのルチャブル、モーンのゾロアーク 他）
- ハイスコアガールII（山田）
- GRANBLUE FANTASY The Animation Season 2（伝令兵）

2020年
- 名探偵コナン（2020年 - 2024年、鑑識、犯人の男性）
- とある科学の超電磁砲T（網目、店員、運転手）
- あひるの空（3年6組生徒、バスケ部員、男性教師、大栄部員）
- ぽっこりーず（2020年 - 2021年、カンガルー氏、あざらしくん、ひつじの運転手、ハトさん）
- 白猫プロジェクト ZERO CHRONICLE（黒の兵士、白の騎士B）
- ミュークルドリーミー（ツッコミ太郎）
- キングスレイド 意志を継ぐものたち（2020年 - 2021年、ブラックエッジ男1）
- エタニティ 〜深夜の濡恋ちゃんねる♡〜（三ヶ嶋紫峰、田中宗介） - 通常版
- NOBLESSE -ノブレス-（田代裕介）
- A3!（生徒）
- もっと!まじめにふまじめ かいけつゾロリ（2020年 - 2021年、ラッタ、狼男） - 2シリーズ
- 神様になった日（祭り客）

2021年
- はたらく細胞!!（一般細胞3）
- アイ★チュウ（観客A）
- おかしなさばくのスナとマヌ（マヌ）
- SSSS.DYNAZENON（男性ナレーション、教師β、男性社員） - 2023年に劇場総集編公開
- iiiあいすくりん（2021年 - 2022年、ママンゴ） - 2シリーズ
- SHAMAN KING（若者）
- 蜘蛛ですが、なにか?（ジョン・ケレン）
- カードファイト!! ヴァンガード overDress（2021年 - 2023年、観客、乗客） - 2シリーズ
- メガトン級ムサシ（2021年 - 2023年、東山修一郎、九州成人、看守、外山大吾） - 2シリーズ

2022年
- 永遠の831（坂田兄弟〈弟〉）
- 薔薇王の葬列（ウォリック兵）
- わしも WASIMO（シラガー）
- 越後幕府（上越、小田信長）
- シュート!Goal to the Future（アンドレア）
- キャップ革命 ボトルマンDX（2022年 - 2023年、斬サンタ、ボトルバトラー2、観客）
- 遊☆戯☆王ゴーラッシュ!!（2022年 - 2025年、ザ☆模型田ムベンベ）
- ぷにるんず（2022年 - 2025年、とげるん） - 3シリーズ

2023年
- うる星やつら (2022)（リーゼント）
- 機動戦士ガンダム 水星の魔女（エボニー・ボアス）
- ホリミヤ -piece-（男子生徒A）
- Helck（クシキ）
- 無職転生 II 〜異世界行ったら本気だす〜（冒険者B）
- め組の大吾 救国のオレンジ（渡）
- 柚木さんちの四兄弟。（柚木隼）
- 『ヒプノシスマイク-Division Rap Battle-』Rhyme Anima +（白膠木簓）
- MFゴースト（ジャクソンセコンド、男A）

2024年
- スナックバス江（森田）
- 貼りまわれ!こいぬ（ゴルドッグ松村、Gt.HITAMUKI〈イヌーズ〉、園児、依頼犬） - 2シリーズ
- 異世界でもふもふなでなでするためにがんばってます。（ユーガ）
- ザ・ファブル（黒塩遼）
- 鬼滅の刃 柱稽古編
- 妖怪学校の先生はじめました!（2024年 - 2025年、秦中飯綱）
- 青のミブロ（2024年 - 2025年、原田左之助）
- 青の祓魔師 雪ノ果篇（男性客）

2025年
- 黒岩メダカに私の可愛いが通じない（黒岩メダカ、ヤギ）
- 地獄先生ぬ〜べ〜 (2025)（木村克也）
- ガチアクタ（少年）
- 矢野くんの普通の日々（田中）

### 劇場アニメ
- 劇場版マクロスΔ 激情のワルキューレ（2018年）
- さよならの朝に約束の花をかざろう（2018年、ハイク）
- 僕のヒーローアカデミア THE MOVIE 〜2人の英雄〜（2018年）
- ミュウツーの逆襲 EVOLUTION（2019年、リザードンツー）
- 劇場版 新幹線変形ロボ シンカリオン 未来からきた神速のALFA-X（2019年、研究員）
- 劇場版 七つの大罪 光に呪われし者たち（2021年）
- ガディガルズ（2022年）[54]
- THE FIRST SLAM DUNK（2022年、木暮公延[55]）
- 映画かいけつゾロリ ラララ♪スターたんじょう（2022年、オオカミ男）
- BLOODY ESCAPE -地獄の逃走劇-（2024年、不滅騎士団員）

### OVA
- 銀河英雄伝説 Die Neue These 星乱（2019年、ファイフェル）
- 蒼穹のファフナー THE BEYOND（2019年 - 2021年、フィラス・アナン[56]、イオン・アントネスク、漁協の人）

### Webアニメ
- ゼノンザード THE ANIMATION（2019年、生徒A）
- キャップ革命 ボトルマン（2020年 - 2021年、峰崎ハンタ[57]）
- 怒りのオコリザル観察日記（2024年、実況）

### ゲーム
2013年
- 喋る!海賊ファンタジア
- 月英学園 -kou-

2017年
- ドラゴンハート
- Ragnarok〜ヴァルハラサーガ（ニーズヘッグ）

2018年
- 名探偵ピカチュウ
- でみめん（ソフィエロ）

2019年
- ポケモンマスターズ（シズイ）
- 魔法使いの約束
- 共闘ことばRPG コトダマン（十闘神さるタヒコ、エスコール、マルゴシアス、リンドウブルム、マー雷王、ユルハゲモノ、ヤメナイ 他）

2020年
- 僕のヒーローアカデミア One's Justice 2（夜嵐イナサ）
- ディズニー ツイステッドワンダーランド（ハーツラビュル寮寮生、サバナクロー寮寮生、テレビ局スタッフA）
- ヒプノシスマイク -Alternative Rap Battle-（白膠木簓）
- 少女とドラゴン-幻獣契約クリプトラクト-（シェイド）

2021年
- メガトン級ムサシ

2022年
- 夢職人と忘れじの黒い妖精（ジェニーオ）
- 僕のヒーローアカデミア ULTRA IMPACT（夜嵐イナサ）
- eBASEBALLパワフルプロ野球2022（阿畑やすし、銀杏力丸）
- 聖塔神記 トリニティトリガー（ザンティス・ゲルダイン）

2024年
- 鳴潮（アールト）

2025年
- 陰キャラブコメ　インシツマシマシ（つがい（番井孝人））
- ファイアーエムブレム ヒーローズ（ホメロス）

### ドラマCD
- PSYCHO-PASS サイコパス 追跡者縢秀星 下巻（2016年、屋台の逞しい男性）
- ヒプノシスマイク-Division Rap Battle-（2019年 - 、白膠木簓）

### BLCD
- 手中に落としていいですか2（2020年、恵）
- プッシーキングさまの悪癖（2020年、ゼヤラ）
- ラベルド・タイトロープ・ノット retie（2020年、彰彦）[72]
- 二代目!地獄ブラザーズ（2020年、変成[73]）
- マスターは恋を知らない（2022年、阿久津京介）
- 嘘つきと狼（2023年、阿久津）
- ひみつの朝にはキスの雨　上+下（和泉晃良）※アニメイト限定セット書き下ろしシナリオドラマCD付
- 溺愛スリーピングボイス（2024年、進藤秀一[74]）
- シュガーチェイン（暁斗）
- お前のほうからキスしてくれよ（小林）

### デジタルコミック
- 即席アドリブラバー（2022年、水瀬匠）[75]

### 吹き替え

#### 映画
- 名探偵ピカチュウ（2019年）
- 悲しみより、もっと悲しい物語（2020年、K〈リウ・イーハオ〉[76]）
- ゾンビーズ2（2020年、ワイアット・ライケンセン〈ピアース・ジョザ〉[77]）
- マティアス&マキシム（2021年、フランク〈サミュエル・ゴチエ〉[78]）
- グンダラ ライズ・オブ・ヒーロー（2021年、サンチャカ〈アビマナ・アルヤスティア〉[79]）
- スモール・アドベンチャー/パパママ救出大作戦（2021年、マリオ〈ゲオルク・スルツァー〉[80]）
- ハッピーウェディング 幸せの法則（2021年、クリス〈ニック・ジョージ〉[81]）
- オン・ザ・カム・アップ（2022年、インファマス・ミルズ〈リル・ヨッティ〉）
- グリーン・ナイト（2023年、ガウェイン卿〈デーヴ・パテール〉[82]）
- メドゥーサ デラックス（2024年、アンヘル〈ルーク・パスカリーノ〉[83]）
- ライド・オン（2024年、リーガン[84]）
- 梟-フクロウ-（2024年、チョン・ギョンス〈リュ・ジュンヨル〉[85]）
- ボーン・トゥ・フライ（2024年、ドン・ファン〈ユー・シー〉[86]）
- プロジェクト・サイレンス（2025年[87]）

#### ドラマ
- 愛はビューティフル、人生はワンダフル（2021年、ムン・テラン〈ユン・バク〉[88]）
- 哲仁王后〜俺がクイーン!?（2022年、哲宗〈キム・ジョンヒョン〉[89]）
- キャット 〜私のママは首相〜（2023年、オリー〈ジェーガ・ヤップ〉）
- フロム -閉ざされた街-（2024年、ケニー〈リッキー・ヒー〉）
- 朝鮮弁護士カン・ハンス 誓いの法典（2025年、ドンチ〈イ・ギュソン〉）

#### アニメ
- SING/シング（2017年、怒るチンパンジー）
- ジャック&クロックハート 鳩時計の心臓をもつ少年（2020年、ジョー[90]）
- ウィーリー ヒロイン救出大作戦!!（2020年、ウィーリー）
- ミラキュラス レディバグ&シャノワール（2020年、タイムタガー[91]）
- パウ・パトロール（2025年、トラベリング・トラヴィス）

### 特撮
- ウルトラギャラクシーファイト（2020年 - 2022年、ウルトラマンゼノンの声[92]） - 2シリーズ[一覧 13]
- 仮面ライダーセイバー（2021年、カリュブディスの声[93]）
- てれびくん超バトルDVD 仮面ライダーセイバー 集え！ヒーロー!!爆誕ドラゴンてれびくん（2021年、カリュブディスメギドの声）

### ボイスオーバー
- 世界ルーツ探検隊

### 舞台
2.5次元舞台
- PERSONA3 the Weird Masquerade 〜青の覚醒〜（2014年、パフォーマー）[94]

劇団ヘロヘロQカムパニー公演
- 魔界転生（2011年、農民、家来）
- ホタエナッ!! 〜Who Killed Ryoma?〜（2011年、近藤勇役の竹井功児）
- 獄門島（2012年、鬼頭千万太）
- 例外公演sieben 名探偵を探せ！Qの喜劇（2013年、鳥野健太）
- リザードマン 〜Bitter Pain Dolls〜（2013年、ワカバ）
- トンボイ!!（2014年、御子柴）
- DARK CROWS トキノソラ（2014年、回想シーンの土御門晴臣）
- 舞台版 無限の住人（2016年、入谷）
- もっけの幸いの「もっけ」ってモノノケの事なんだって。知ってる?（2016年、枕返し）
- 犬神家の一族（2017年、吉川刑事）
- 舞台版 声優に死す 〜other side〜（2017年、松村隆雄）
- 舞台版 無限の住人 〜完結編〜（2018年、虎右ェ門）
- DARK CROWS 2019 トキノソラ（2019年、中岡慎太郎）
- 冒険秘録 菊花大作戦（2019年、尾崎行輝）
- 例外公演zehn ヘロヘロ大パニック バレルナキケン〜Withコロナ〜（2020年、沢木啓一）
- アッパレ!下町大家族（2021年、晴多秋次郎）
- 万歳!ゆめのコメディ演劇祭〜芝居を招いて町おこし〜（2021年、夢野橋立）
- 立て！マジンガーZ!!（2022年、ブロッケン伯爵）

### インターネット番組
- 岩崎諒太が体を張って何かをする番組（2020年 - 、ニコニコ生放送）[96]
- atomic7〜アトミックセブン〜（2020年 - 、ツイキャス）

### ラジオ
※はインターネット配信。
- 全力!岩崎SUN!!（2020年 - 、文化放送モバイルplus※）
- 東京カレンダーRADIO（2021年 - 2022年、AuDee※）[97]
- 東京カレンダーRADIO〜AuDeeダイジェスト〜（2021年 - 2022年、TOKYO FM）
- Rock Hunting Delivery（2021年 - 、RADIO TOMO※）
- アッパレやってまーす!月曜日（2021年 - 、MBSラジオ）[98]

### PV
- 閉月花 スペシャルPV（2022年、イ・ギョム[99]）
- 月が浮かぶ川 スペシャルPV（2023年、コ・ゴン[100]）

### イベント
- 仮面ライダービルド スペシャルイベント（2018年、イカデビルの声）

### その他コンテンツ
- 零次元アイドル（2021年、金華紗楽冴[101]）
- 神神化身（2021年 - 2022年、阿城木入彦[102]）
- 棚照結神 擬人化プロジェクト（2021年、鳳尊[103]）
- PRELUDERS（2022年、春馬湊[104]）
- ドラえもん&Fキャラオールスターズ ゆめの町、Fランド（ジェシィ）[105]

## ディスコグラフィ

### キャラクターソング
| 発売日   | 商品名                                                                           | 歌                                    | 楽曲 | 備考                                                                  |
| 2019年   | 2019年                                                                           | 2019年                                | 2019年 | 2019年                                                                |
| -------- | -------------------------------------------------------------------------------- | ------------------------------------- | --- | --------------------------------------------------------------------- |
| 10月30日 | あゝオオサカdreamin'night                                                        | どついたれ本舗                        | 「あゝオオサカdreamin'night」 | キャラクターCD『ヒプノシスマイク』関連曲                              |
| 10月30日 | あゝオオサカdreamin'night                                                        | 白膠木簓（岩崎諒太）                  | 「Tragic Transistor」 | キャラクターCD『ヒプノシスマイク』関連曲                              |
| 2020年   |                                                                                  |                                       | |                                                                       |
| 9月2日   | ヒプノシスマイク-Division Rap Battle- Official Guide Book 初回限定版特典CD       | Division All Stars                    | 「SUMMIT OF DIVISIONS」 | キャラクターCD『ヒプノシスマイク』関連曲                              |
| 10月14日 | Everlasting Story                                                                | 三ヶ嶋紫峰（岩崎諒太）                | 「Everlasting Story」 | テレビアニメ『エタニティ 〜深夜の濡恋ちゃんねる♡〜』主題歌            |
| 10月16日 | ヒプノシスマイク -Division Rap Battle- side D.H & B.A.T 第1巻限定版特典CD        | どついたれ本舗                        | 「なにわ☆パラダイ酒」 | 漫画『ヒプノシスマイク -Division Rap Battle- side D.H & B.A.T』関連曲 |
| 11月1日  | HYPSTER'S LIMITED                                                                | Division All Stars                    | 「ヒプノシスマイク -Division Rap Battle- +」 「ヒプノシスマイク -Division Battle Anthem- +」 「ヒプノシスマイク(D.R.B vs D.B.A)+ HYPSTER MASHUP by TeddyLoid」 | キャラクターCD『ヒプノシスマイク』関連曲                              |
| 2021年   |                                                                                  |                                       | |                                                                       |
| 2月24日  | ヒプノシスマイク-Division Rap Battle- 2nd D.R.B どついたれ本舗 VS Buster Bros!!! | どついたれ本舗、Buster Bros!!!        | 「Joy for Struggle」 | キャラクターCD『ヒプノシスマイク』関連曲                              |
| 2月24日  | ヒプノシスマイク-Division Rap Battle- 2nd D.R.B どついたれ本舗 VS Buster Bros!!! | どついたれ本舗                        | 「笑オオサカ！〜What a OSAKA!」 | キャラクターCD『ヒプノシスマイク』関連曲                              |
| 4月23日  | ヒプノシスマイク -Glory or Dust-                                                 | Division All Stars                    | 「ヒプノシスマイク -Glory or Dust-」 | キャラクターCD『ヒプノシスマイク』関連曲                              |
| 5月9日   | NIJI 〜Over the rainbow〜                                                        | 晴多秋次郎（岩崎諒太）                | 「NIJI 〜Over the rainbow〜」 | 日替わり配信ドラマ『アッパレ！下町大家族』主題歌                      |
| 6月18日  | Survival of the Illest +                                                         | Division All Stars                    | 「Survival of the Illest +」 | ゲーム『ヒプノシスマイク -Alternative Rap Battle-』オープニングテーマ |
| 7月16日  | Hang out!                                                                        | Division All Stars                    | 「Hang out!」 | ゲーム『ヒプノシスマイク -Alternative Rap Battle-』主題歌             |
| 9月8日   | Buster Bros!!! VS 麻天狼 VS Fling Posse                                          | Division All Stars                    | 「Hoodstar +」 「2nd D.R.B NON-STOP DIVISION MIX」 | キャラクターCD『ヒプノシスマイク』関連曲                              |
| 2024年   |                                                                                  |                                       | |                                                                       |
| 4月3日   | TVアニメ「スナックバス江」Cover Song Correction                                  | 森田（岩崎諒太）feat.明美（高橋李依） | 「SFラブストーリー」 | テレビアニメ『スナックバス江』エンディングテーマ                      |
| 4月3日   | TVアニメ「スナックバス江」Cover Song Correction                                  | 森田（岩崎諒太）                      | 「星空のディスタンス」 | テレビアニメ『スナックバス江』エンディングテーマ                      |